# Волак
Волак (грч. Βώλακας, Волакас) је насељено место у општини Зрново у периферији Источна Македонија и Тракија, Грчка. Према попису из 2021. године било је 783 становника.
Према бугарском географу и историчару, Василу Канчову, у Волаку је 1900. године живело 1.130 Словена хришћана. Током Другог балканског и Првог светског рата село је настрадало и део мештана је избегао, тако је после рата остало 806 житеља. Иако су трпели велики притисак грчких власти да се иселе у Бугарску, већина мештана је остала, на место малобројио исељених насељена је само једна грчка избегличка породица. На попису из 1928. године Волак је словенско насеље са 913 становника.